# Баница
Вижте пояснителната страница за други значения на Баница.
Ба̀ницата е традиционно българско тестено ястие. Състои се от навити или наредени на пластове листи разточено тесто или готови кори за баница с плънка. Обикновено се пече във фурна. Използват се различни плънки – най-често сирене или извара, със или без добавка на яйца. Правят се баници и със зеленчуци, месо, плодове.

## Етимология на думата
Лексемата баница има славянски произход и е резултат от развоя на праславянската форма *гыбаница > *гбаница > баница (Български етимологичен речник. Т. І, 1971). Форма гùбаница – пряк наследник на *гыбаница, е регистрирана в говора на с. Ново село, Видинско. Форма гибàйница, също близка до праславянската форма, е запазена в говорите на селата Куфалово (Солунско) и Литовой (Ениджевардарско). Лексемата гùбаница (баница, пита) се употребява и в сръбския език.
Коренът е индоевропейски *gheub(h)- със значение свивам, сгъвам, движа, тъй като листовете на баницата се нагъват, завиват. В Зографското евангелие (средновековен български ръкопис) е отбелязан глаголът прэгыбатё (свивам), а в съвременните български диалекти се употребяват глаголите гибам, нагùбам (нагъвам), нагибна, сгùбам се (свивам се, сгъвам се), прегибям и др.

## Видове баница, според начин на приготвяне
Според начина на приготвяне баниците биват 3 типа – редена, вита и баници от смесен тип.

### Редена баница
Редените баници се приготвят като се редят листи от тесто (кори за баница) и между тях се поставя мазнина, и след няколко подредени листа се насипва плънка (пълнежка), която може да е от сирене, яйца и сирене, плодове, зеленчуци, ориз, мляно месо и др.
Редената баница е позната и с имената наложена баница, права баница, правилна баница.

### Вита баница
Плънката се поръсва на кора, която се навива на руло. Получените рула се подреждат спираловидно в кръгла тава или хоризонтално едно до друго в правоъгълна. Съществува и трети вид на редене, който е съвременна иновация и се нарича „на охлюви“ или „на гнезда“.
Традиционно, под форма на вити баници се приготвят и баниците с месо (кълцано, смляно или нарязано на дребни парчета).
Има варианти за вита баници с комбинирана плънка, включваща ориз, кайма и други добавки.
Витата баница е позната и с имената свивник, крива баница, раченик/ръченик, тепсийник/тепсийница.

### Смесена баница
Баниците от смесен тип са няколко разновидности. Най-популярната се нарича клин. Приготвя се, като квадратните кори се сгъват по диагонала и между подгъва се поставя плънка. Клинът може да бъде не само триъгълен, а с форма на полуелипса или полукръг.
Мантѝя е подобна на клин, само че се прави от кора, която е двойно по-голяма от съда, в който се реди, и след като се постави плънката тази част, която излиза извън тавата, се приклапя и кората се доразтяга, за да покрие изцяло плънката. И клинът, и мантията най-често се правят само с по една по-плътна тестена кора, затова често биват смятани за неистински баници, тъй като повече приличат на големи мекици с плънка, отколкото на истински баници. Като мантия често се приготвя и популярният родопски пататник, който също се прави само от 2 кори с плънка между тях.
Смесена баница или същинска смесена баница се прави в много малко фолклорни области на България. Приготвя се, като в тава с мазнина се нареждат няколко кори, сякаш се подготя редена баница, а след това се поставят навити кори с плънка. Най-отгоре отново се поставят няколко слоя редени кори. Така получената баница прилича на редена баница, но всъщност си е вита, покрита отдолу и отгоре с кори за редена. Шеговито е наричана маскирана баница. При някои смесени баници се поставя плънка и между витите кори, и между редените над тях.
За смесена баница се приема и редена баница, в която корите са надиплят така, че да образуяат улеи (най-често хоризонтално, един до друг) и в тях се поставя плънка. Този тип баница е познат с имена като „къдрава баница“, „дрипава баница“, „грапава баница“, „гиздава баница“. В торлашките говори в западните български диалекти се нарича „гибаница“ или „гърбаница“ (от кори нагънати „на гърбици“).
С названието „гибаница“ в сърбохърватските говори (езици) наричат всички видове баница, като обясняват етимологията „гибаница“, с турскоезична заемка, влязла в сръбския език след реформата на Вук Караджич – „гибати“. (В българския език – „гибек“, „гьобек“, „гюбек“ – вид ориенталски танц има за основа същата турска дума (мн.ч. гибеци/гьобеци/гюбеци). В действителност, най-общото фолклорно схващане сред повечето етнографски български групи е, че етимологията на баница произлиза от прабългарската и старобългарска дума „банак“, която означавала равна плоскост, гладкост, равнина. Друго значение на „банак“ е било за плосък глинен съд, подобен на тава, и чийто аналог в съвременния български наричаме с турцизма „тепсия“ или просто „плитка кръгла тава“).
Съвременна иновация при приготвяне на „къдрава баница“ е като върху една (или няколко кори, наложени една над друга) най-напред се посипва плънка и след това се оформя около нея каналче, като се нагъва с леко прищипване, най-отгоре се покриват с цяла кора или парчета кори, като по желание, може с нож да се очертаят или направо изрежат изцяло получените улеи. След изпичане се получават надлъжно подредени ивици редена баница. В съвременни рецепти, вместо „къдрава“ или „грапава“ баница я наричат с причудливи имена, като „хармоника“, „зиг-заг“, „на лехички“ и др. 
Заради това название „хармоника“, е въведена нова техника за правене на баница, която обаче е разновидност на вита, като вместо на рула с плънките се правят плоски „свивки“ (двустранно сплеснати рула), с тесни високи ръбчета, които се нареждат в тавата изправени на ръбестата страна, подобно на класьор (в класическа картотека за книги, файлове, записки и др.). Това също е много съвременна иновация и все още не е част от традициите при приготвяне на баница.

## Видове баница, според използваната плънка

### Баница със сирене
Традиционната българска баница се приготвя с плънка от бяло саламурено сирене. Когато в разговорен език се говори за баница, без да се уточнява каква, се подразбира именно такава.

#### Видове баници със сирене
Баниците със сирене могат да бъдат няколко подвида:
- чиста, в която има само сирене и някаква мазнина;
- с яйца и сирене, плюс добавена мазнина, а понякога и с допълнителни подправки;
- със сирене, яйце и кисело или прясно мляко.

Баница с плънка от яйце, сирене и кисело мляко обикновено се нарича домашна баница. Често е назовавана и с името на турския аналог на тази баница – бюрек. Разликата между бюрек и българската домашна баница е тази, че бюрек се прави предимно с овче сирене, докато българската домашна баница се приготвя предимно с краве.
Баница със сирене, която се прави със заливка от прясно мляко, се нарича млечна баница или къпана баница. В някои области приемат за къпана баница само тази, която се прави с кори за тесто, които се поръсват предварително с гореща вода или горещо мляко, за да поеме повече сочност плънката. Къпана (или млечна) баница се прави задължително с яйце, иначе тестото става „глетаво“ от ползваната гореща вода или мляко. Корите за домашна къпана баница също могат да се приготвят от тесто, в което има яйчен белтък.

#### Баница с извара
В някои краища на България се прави и баница с извара, или с осолен млечен квас (готварска сметана). Получената баница обаче е със силно слепени кори и в много райони не я различават от друго популярно тестено изделие, което се приготвя обаче със сирене – тутманик. По тази причина някои хора погрешно наричат тутманика баница, a баницата с извара – тутманик.

#### Нетрадиционни баници със сирене
В съвременната домашна българска кухня често се приготвят баници с нетрадиционни плънки, в които се използват така наречените „жълти“ (сухи) сирена. Най-често се използва традиционното българско жълто сирене – кашкавал, но има експериментаторски рецепти, в които се влагат чуждестранните и популярни френски, немски, италиански сирена.
В България често наричат баниците с кашкавал „руска баница“, което е повече мит, отколкото истина. В Русия наистина съществува традиция за правене на блинове с „жълто сирене“, но това не е кашкавал, а вид високомаслена руска извара – тваро̀г (на руски – творо̀г), която е доста популярна в Русия, за разлика от България, където е позната като „кашкавалена“ извара. По принцип тази извара ползват в Русия за добавка към белите саламурени сирена при приготвяне на плънки за тестени блинове, пирожки и други тестени закуски. Жълтият тварог рядко се използва самостоятелно за храна.
Освен със сухи (жълти) сирена се приготвят и баници с нетрадиционни меки сирена, като синьо сирене, топено сирене, крема; или се използват сухи бели сирена (като гръцкото „фета“).

### Баница с ориз
Съществуват две разновидности на баници с ориз.

#### Традиционна баница с ориз
Традиционната баница с ориз, обикновено се приготвя само като вита баница, като плънката е в средната част на свивката. Приготвя се или сладка, или солена. Сладката се поръсва със захар и канела. При солените баници с ориз е възможно да се добавят яйце и сирене, каквато е обичайната плънка при склепената баница.
Има и рецепти, според които баница с ориз се прави и като редена.

#### Баница със слепило или слепена (склепена) баница
Поради незнание сега името на тази баница често се произнася и като баница с лепило, но старите българи са наричали склепило или слепило всяко затваряне на 2 части от нещо или запълване на отвор (оттам слепвам и склепвам (склапям), което означава затварям, напр. „склепвам клепачи“).
Това е разновидност на обикновената баница със сирене, но в плънката между отделните кори се добавя и ориз. Традиционно ястие е в Котленския край. Приготвяна и в Родопите.
Склепена (или слепена) означава затворена по краищата, където има плънка. Това се прави с допълнителни парченца тесто (кора), или със загъване и прищипване краищата на самите кори, между които има плънка.
Поставяне на знак за равенство между баница със слепило и баница с ориз не е много коректно, но напоследък се приема именно по този начин. Смята се (макар и погрешно), че името на баницата с добавен ориз е баница със слепило. Всъщност, такава баница може да се прави от всяка редена баница, но най-често това се прави с баниците с ориз, защото оризът се раздува допълнително при печене и се разлива извън корите. За да не се случва това, при баниците с ориз е желателно краищата на корите да се склепват (склапят, затварят).
Разновидност на склепена баница е така нареченият клин. За него има спорове дали трябва да се нарича баница, или не.
Приликата с баниците е в плънката, която също често е с ориз и яйце и се затваря по краищата. Разликата е, че клин повече прилича на затворена пица, или катма, защото се прави от 2 дебели тестени кори, които се приклапят по диагонал, след като плънката се поставя само в едната страна на диагонала.
Традиционният клин не се прави с маслено (бутер тесто), а с къпана обга (ръчно замесена с прясно мляко и белтък от яйце, плътна и дебела кора, която се разтяга, без да се подравнява с точилка), която се намазва от страната на плънката с разтопено масло или олио.
Подравнената с точилка дебела обга се нарича губа, най-често се използва при правене на тутманик или бързи баници. От една губа може да се направи голям тънък тестен лист (кора за баница), която се нарича петура или шетуня. Тази кора трябва да е толкова голяма, че да може да се рареже на 5 парчета (откъдето идва името), които с доразтягане се редят едно над друго в тавата за баница. Класическата подредба на българската домашна баница е била такава – две кори най-отдолу, последвани от плънка, след това само една кора, отново плънка и най-отгоре още две кори. Малко преди изпичане, баницата се залива с яйца разбити с кисело или прясно мляко и се допича.

### Зелена (зеленчукова) баница
Плънката е със спанак или друг подобен листен зеленчук като лапад, лобода, праз, листа от цвекло.
Приготвя се най-често като обикновена редена баница, но има варианти и за вита баница. Вита се прави най-често, като към плънката се добавя и ориз.
Зелени баници често се приготвят и с плънка, в която освен листния зеленчук се добавя саламурено сирене или сирене и яйце.
В някои фолклорни области на България наричат зелените баници с имена, произлизащи от диалекта на използвания зеленчук, като например копряванка (баница с копрява = коприва), лападник (баница с лапад или киселец), чакма̀к (вита баница със зеле или марули [зелена салата = чакма̀, чакми, чакма̀ци], вид зелник) и др.

#### Зелник
Рецептите за приготвяне на зелник са разнообразни, като в повечето случаи в различните фолклорни области се отправят претенции за оригиналност на ястието, по начина характерен за приготвяне в съответната местност.
В някои варианти рецептата е като на класическа зелена баница, със сирене и яйца, в която се добавя сварено или запържено наситнено прясно зеле (както се приготвя зелена баница с маруля). В други – яйцата и сиренето отсъстват и се приготвя като лучник с кисело зеле и кромид лук. Съществуват и варианти, в които освен с кисело зеле и кромид лук, към плънката се добавя праз и сирене, или кромид-лук не се слага изобщо.
Най-интересни са случаите, при които зелник се приема за име на „зелена баница“, като се подразбира, че всяка баница с лапад, киселец, лобода или коприва е зелник, но не и приготвяната със зеле. Приготвяната баница с прясно зеле или маруля (зелена салата), дори е непознато на много места в България.

#### Лучник
Плънката е от праз лук и/или кромид лук. Слагат се и домати, както и червени чушки. Подправките са чубрица и магданоз. Пече се или се пържи в олио до пълна готовност за ядене.

#### Пататник
Пата̀тникът е типично родопско ястие, което самите родопчани не възприемат като вид баница, но в почти всички краища на България се приравнява за такова. Съществуват и модифицирани рецепти на обикновени зеленчукови баници с картофи, които се наричат по същия начин, макар това от гледна точка на родопчаните да е некоректно.

### Плодови (десертни) баници
Според преданията, запазени от стари времена, плодовите и зеленчукови баници са най-старите приготвяни баници. Те предшестват дори тази, която сега се възприема като обичайната традиционна баница (приготвяната с бяло саламурено сирене). Старите българи (прабългарите) не са правели разлика между плодове и зеленчуци. За тях всичко, което се е добивало от растения, се е наричало плод (в старобългарския е: вос/вош/вощ и овос/овош/овощ. Оттам са думите – овошки и овощарство, преминали в руския и оцелели в съвременния книжовен български език, но със значение свързано предимно за плодове и изключващо зеленчуците).

#### Баклава
Най-популярните плодови баници в миналото са се приготвяли с ядки и/или плодове от бобови култури. Най-разпространена от тях е баницата, приготвяна с бакла. Оттам до наши дни е останало името на десертна баница баклава, която сега се приготвя само с ядки; в България – най-често с орехови, а в Турция и други страни на Близкия изток – с шамфъстък и/или фъстъци. В световен мащаб е наложено схващането, че баклавата е ориенталско ястие, но според българите тя е само един от първите видове на разнообразните български плодови баници, с плънка от бакла.
Интересно е да се знае, че в началото баклавата не е била десертна баница, а се е ползвала като основна храна (солена баница) и закуска. Освен нея са се приготвяли и баници с нахут (леблебия), соя, фъстъци, лешници, както и комбинации на бакла и месо, предимно птиче или дребен дивеч (заешко).

#### Ябълкова баница (абланик, абланица, ябланица)
В Дунавска България, по време на Средновековието, най-популярната плодова баница на българите се наричала абланица или абланик. Името произлиза от старото българско име на ябълката – абла. Сега наричаме тази баница с чуждицата щрудел. Освен с ябълка този тип плодова баница се прави и с круша, с дюла или с комбинация от тези плодове. Някъде се добавят и други есенни плодове, като сини сливи, стафиди (сушено грозде), фурми, смокини и др.
Всички плодови баници могат да се правят и с добавени ядки, като шамфъстък, фъстък, лешник, ядки от костилки на каисии и др. Плодовата баница от този тип е задължителната обредна баница по Коледа, която с течение на времето постепенно е заменяна в различни области с тиквеник или с баклава.

#### Тиквеник
Тиквеникът е вид сладка баница, на която плънката се състои от настъргана тиква и захар. Приготвя се като витата баница, от тестени кори, които се навиват като пури на руло с равномерно добавяне на сместа от тиква, захар и счукани орехи. Добавя се и олио. Така получените рула се нареждат в тава, обикновено се навиват в кръг и се пекат. Сервира се с прясно или кисело мляко или компот.
Известни се и рецепти за тиквеник, приготвен като редена баница. Когато се прави по този начин, обикновено се реди като ябълкова баница, или се прави плънка подобна на баклава, с добавки на ядки – орехи, или фъстъци, лешник, шам-фъстък и др.

#### Сладка баница с царевица
Не особено популярна баница е баницата с царевица, но е традиционна в някои фолклорни области на България. В районите, където се приготвя, я наричат кукурузник, следвайки диалектното наименование на царевицата, с руското име кукуруз.
Освен за сладка баница, съществуват рецепти за баница, в които царевицата се използва като добавка в плънка на солени баници, като баница с месо (кайма), сирене и кукуруз, баница с колбас (шунка), кашкавал и царевица, баница с ориз, месо и царевица и др.
Рецепта за сладка баница с царевица Архив на оригинала от 2014-02-02 в Wayback Machine.

## Други видове баница

### Млечни баници
Млечните баници биват два вида. Едните са същински млечни баници, които се правят и пекат със заливка от прясно мляко. Другите се наричат къпани, и се правят с варени или попарени кори в прясно мляко или вода. Дори когато не са къпани с мляко, а с гореща вода, къпаните баници се приемат като вид млечни баници.

#### Млечна баница
По време на печенето се залива със смес от прясно мляко, яйца и захар, след което се допича.

#### Къпана баница
Преди да се наредат, корите се сваряват (попарват) във вряща вода (или мляко).
Рецепта за къпана баница
Продукти: 7 яйца, 1 – 2 щипки сол, брашно, мазнина (масло или пълномаслен маргарин), сирене, подсолена вода
Приготвяне: От яйцата, солта и брашното се замесва меко тесто като за баница. Омесва се много добре. Вода не се слага. Разделя се на 14 топчета. Оставят се да починат за малко (около 15 мин.). От всяко топче се разточва кора с големината на тавата, в която ще печем баницата. Корите се нареждат една върху друга, като между тях се слага чиста хартия, за да не залепнат. След като са готови всички кори се слага на котлона тенджера с подсолена вода да заври и се приготвя още една тенджера с подсолена вода, но студена. Желателно е тенджерите да са плитки и широки. Ако нямате такива, може да използвате по-дълбоки тави. Първата кора се слага в намазана с мазнина тава без да се обработва. Кората също се намазва с мазнина. Втората кора се потапя във врялата вода за няколко секунди, вади се и веднага се потапя в студената подсолена вода, вади се, изцежда се и се разстила върху първата кора. По същия начин се обработват и останалите кори като всяка от тях се маже с мазнина след като се сложи в тавата. На 3 места (през 3 – 4 кори) се поръсва обилно със сирене (без да е объркано с яйце). Последната кора се слага без да е обработена като останалите във вряща и студена вода. Баницата се пече в предварително загрята умерена фурна докато се зачерви. След като се извади от фурната не се поръсва с вода, защото ще спадне.
В съвременни домашни условия, често се приготвят баници, наричани „къпани“, които се заливат с газирана минерална вода, или дори безалкохолна напитка (лимонада, швепс и други) или такава се слага в плънката. Това не е традиционно, и не е приемливо от професионалните готвачи, тъй като разваля вида и вкуса на класическата баница. (Най-честият негативен ефект е глетавост, или шупливост, при която баницата заприличва на тутманик).

### Нетрадиционни десертни баници

#### Баница с халва
Повлияни от предориенталските традиции за приготвяне на сладки баници, сходни на баклава, в България са популярни и рецепти, които наподобяват (или повтарят) съществуващи такива от този регион. Такава е и баницата с тахан халва, която макар и не толкова популярна се приготвя на много места, предимно в Югоизточна и отчасти в Североизточна България.

#### Баница с локум
Баницата с локум се приготвя най-често с готови кори, или домашно препечени такива. Обихновено е със сравнително сухи кори и има вкус наподобобяващ популярните локумени вафли.

#### Баница с домашно сладко (конфитюр, мармалад, кремкарамел и др.)
Тези видове баници се правят, като съвременни кулинарни експерименти. приготвят се с по-малко мазнина, която е масло или маргарин и на вкус приличат на немските бутеркифлички или популярните френски кроасани.

### Баница с месо

#### Класическа баница с месо
Много популярна баница във всички краища на България. Основно се приготвя като вита, с плънка от мляно месо. Има две отличаващи се разновидности. При единия вид мляното месо е запържено с кромид лук и подправки, а при другия е с ориз, и прилича на плънката за зелеви сарми.
Първият вид плънка се приготвя, като запържен лук се смесва с мляно месо, а втория е като смеска на кайма с ориз. Най-често се използва телешко мляно месо, или комбинация със свинско.

#### Баница с пилешко месо
Баници с пилешко месо се правят рядко и не са много популярни. Най-често се правят като оризови баници, с парченца пилешко месо, но има и рецепти за зеленчукови баници с пилешко месо.

#### Рибник
Рибник се приготвя по 2 начина. Първия начин е като баница със зеленчукова или оризова плънка, в която има надробени парчета месо от риба; Втория начин за приготвяне на рибник е, под форма на ястие, при който по-едра риба, най-често шаран, се опакова в тесто и се пече на фурна. Има варианти, при които шаранът се пълни с ориз и зеленчуци, преди да се опакова в тесто. Рибник е обредно ястие, в българските обичаи, което се приготвя на Никулден.
Напоследък на много места наричат рибник и печена риба с плънка, която не е опакована с тесто, но това е некоректно спрямо традиционните представи.

#### Родопски (или Странджански) клин
Странджанският клин е вид тестено изделие, което е спорно да се нарича баница, но по вкусови качества прилича на баница. Прави се от тесто, като за много тънка питка (аналогично на италианската пица) и се пече в открита фурна или на котлон, с обръщане. Получава се нещо като питка с плънка, подобно на италианската пица калцоне. Най-разпространените плънки са смес от ориз, сирене и яйце или смес от някаква кайма с различни зеленчуци. Приема се, че традиционният клин е този, приготвян с кайма или скълцано месо, с добавка на подправки и зеленчуци.
Постният клин в градски условия се приготвя най-често със зелени листни зеленчуци – спанак, кисело или сварено зеле, сварени марули (салата) и др. Може като плънка да се използва дори комбинация от картофи с пържено фиде.
За този вид клин се приема, че името идва от особения начин на разрязване на готовата баница – островърхи ромбовидни парчета (клинове), подобни на нарязването при баклавата. Това разрязване се прави, за да се вижда хубаво каква е плънката вътре.
Когато плънката е от картофи, се нарича „затворен пататник“ (склепан компирник – остарял диалект).
В Златоградско се приготвя т.нар. „сладък клин“ – плънката е ориз и яйца, но баницата е сладка. Обикновено се приготвя по Коледа.

#### Мантѝя с месо
Това е баница, при която плънката е от запържена кайма и лук. Поради специфичния начин на полагане на плънката този вид баница не се приготвя с готови кори, а с разточени от ръчно размесено тесто.
В Централна Азия с името „манти“ (манты) наричат традиционно ястие, приготвено на пара подобно на руските пелмени.

#### Нетрадиционни баници с месо
В съвременната българска кухня все по-често се правят баници, в чиято плънка вместо мляно месо (кайма) се използва някакъв вид колбас. За плънка се използват предимно меки колбаси, но има и експериментаторски и новаторски рецепти за баници с плънки от накълцани на дребно деликатесни колбаси, каквито са полусухите и сухи – шпек, суджук, луканка и др.
Нетрадиционните баници от този тип най-често се приготвят като малки закуски и представляват аналози на популярните тестени закуски (кифлички) с колбас, наричани жаргонно „саламенки“.

## Чуждестранни аналози
В различните чуждестранни кухни съществуват близки на баницата рецепти.

### Пирог
В руската кухня с общото название пирог се назовават група тестения ястия с плънка. Могат да бъдат различни по форма и големина, и с разнообразни плънки. Най-малките по размер са познати и в България с названието си пирожки. Руснаците възприемат всички български баници като разновидност (или аналогични) на руския пирог.

### Млин
Млин е най-близкият руски аналог на българската баница. Разликата се състои в това, че се прави с по-плътни (по-дебели) кори, а тестото за тях се приготвя от брашно, вода и равни количества мазнина и оцет (обикновено по 1 супена лъжичка от двете се поставя на половин килограм брашно).
В плънката за млин не се слага кисело мляко, нито се използва мляко за направа на тестото за кори, което е съществената разлика, която го отличава от българската домашна баница или от турския Бюрек.
В оригиналната рецепта в тестото за кори не се добавя сол или захар, а овкусяването се получава само от вида на плънката, която може да е солена (от бяло саламурено сирене, със или без яйца и/или творог) или сладка (с конфитюр, желе или друг вид плодово сладко).
Руският възглед е, че млинът е българско ястие, приготвяно в Русия предимно от българоезичното население там. В България това ястие е малко популярно и в разговорния език млин се употребява като диалектна форма за баница, а не за специфична разновидност.
Погрешка с "млин" в някои райони на България наричат и българските сладки тестени закуски (сладкиши), познати като милинки. Това е така, защото те често се пекат в тава, наредени плътно една до друга и така придобиват форма на голям общ сладкиш или сладка питка.

### Щрудел
Щруделът е австрийски вид баница с плънка от плодове (най-често ябълки, т.нар. „Apfelstrudel“, предварително „запържени“ със захар, с или без добавка на орехи и/или канела. Има голямо разпространение по света, вкл. и в България.

### Пай
Паят (на английски: Pie) е английска рецепта за баница с кори или за тестени изделия, близки до кекс. Могат да имат плънка от месо, риба, зеленчуци, плодове, сирена, шоколад, ядки и др.

### Пита
На български питата е тестено изделие, различно от баницата, но в Гърция „пита“ (на гръцки πίτα) наричат и различните видове баници:
- колокитопита (κολοκυθόπιτα) с тиквички,
- котопита (κοτόπιτα) с пилешко месо,
- креатопита (κρεατόπιτα) с месо,
- лаханопита (λαχανόπιτα) със зеленчуци,
- луканикопита (λουκανικόπιτα) с колбас,
- манитаропита (µανιταρόπιτα) с гъби,
- спанакопита (σπανακόπιτα) със спанак,
- спанакотиропита (σπανακοτυρόπιτα) със сирене и спанак,
- тиропита (τυρόπιτα) със сирене,
- хортопита (χορτόπιτα) – зелена баница

и др.

### Плачинта
В Румъния и Молдова по този начин наричат три различни вида тестени изделия, които са аналогинни на нашите мекици, палачинки и баница, но последното повече прилича на италианската лазаня. Общото е, че всички са с плънка, която най-често е с месо и зеленчуци, но има и сладки плачинти, както и такива, които приличат напълно на българските правоъгълни малки банички.
Най-популярната плачинта като ястие, аналогично на баница или лазаня, е тази с месо (на румънски: plăcintă cu carne).

### Бюрек
Турска баница (на турски: börek), много близка до българската в различните ѝ разновидности.
(Триъгълна баничка)

### Бо̀рики
Египетски триъгълни банички (от кори) с масло, близки до българските. Плънката може да е различна – сирене, извара, спанак, агнешка кайма. Поръсват се обилно със сусам, преди да се изпекат.

### Хачапури
Хачапури (на грузински: ხაჭაპური) са грузински тестени изделия, но се срещат също и в целия кавказки регион, подобни на баница. Най-често плънката е от яйце, сирене, кашкавал (в оригинал – грузинско сирене, полусухо и подобно на изсъхнал кашкавал, но всъщност нещо средно между недозряло жълто сирене и кашкавал, което при разрязване изглежда като съставено от слепени листа от кашкавал, с шупли между тях; бялото саламурено сирене се нарича кфели – на грузински: ყველი)

## Традиции
- Великден – приготвя се сладка баница и баница с коприва или друг пролетен листен зеленчук.
- Бъдни вечер – тъй като е последният ден от коледния пост (Великите пости), се приготвят баници със зеленчуци или плодове.
- Коледа – баница с тиква и/или яйца и сирене.
- Нова година – класическа баница със сирене и яйца. Специфично за празника е слагането на късмети с пожелания за здраве, любов, сполука през новата година. Традиционно късметите представляват клончета от дрян, като предварително според пъпките по клончето се наричат късметите.
- Петровден – баница с прясно сирене.

## Алтернативни ястия
В българската традиционна и съвременна кухня се приготвят и тестени печива, наподобяващи баница, но е желателно те да не се наричат по този начин, защото не са част от българската традиция.
Най-често наричат „баница“ домашната юфка, когато е изпечена във фурна. Тази рецепта е аналог, на италианските макарони на фурна (или друг вид италианска паста).
Не са разновидност на „баници“ и маслените сладкиши, дори когато са от бутертесто с плънка (бутеркифлични, френски кроасани), или под форма, в която наподобяват малки банички.
С името дрипава баница (къдрава баница, надиплена баница /диплена баница) се наричат и новаторски рецепти за подобни на баница ястия от еднолистно наредени или натрошени кори за баница, залети с някаква яйченомлечна смес (включваща сирене, или кашкавал, а понякога сладкиши или плодове). Тези новаторси рецепти само наподобяват, но не са част от традиционната представа за българска баница.